# Vienna (Missouri)
Vienna – miasto w Stanach Zjednoczonych, w stanie Missouri, w hrabstwie Maries.